# Marcos 16
Marcos 16 es el último capítulo del Evangelio de Marcos en el Nuevo Testamento de la Biblia cristiana. Comienza con el descubrimiento de la tumba vacía por María Magdalena, María la madre de Jacobo, y Salomé. Allí se encuentran con un hombre vestido de blanco que anuncia la resurrección de Jesús Los dos manuscritos más antiguos de Marcos 16 (del año 300) entonces concluyen con el versículo 8, el cual termina con las mujeres huyendo de la tumba vacía, y «ni decían nada a nadie, porque tenían miedo».
Los críticos textuales han identificado dos finales alternativos distintos: el «final largo»  y el «final corto» o «final perdido», que aparecen juntos en seis manuscritos griegos y en docenas de copias etíopes. Las versiones modernas del Nuevo Testamento generalmente incluyen el final largo, pero colocándolo entre paréntesis o en algún otro formato para mostrar que no se considera parte del texto original.
Muchos eruditos consideran a 16:8 como el final original y creen que el final más largo (Marcos 16:9-20) fue escrito después por otra persona como un resumen de las apariciones del Jesús resucitado y varios milagros realizados por los cristianos. En este pasaje de 12 versos, el autor se refiere a las apariciones de Jesús a María Magdalena, dos discípulos, y luego a los Once (los Doce Apóstoles, menos Judas). El texto concluye con la Gran Comisión, declarando que los creyentes que se han bautizado, serán salvos, mientras que los no creyentes serán condenados, y la imagen de Jesús llevado al cielo y sentado a la diestra de Dios.
La mayoría de los expertos creen que los versículos 9-20 no eran parte del texto original, y son un añadido de los cristianos posteriores. Los críticos textuales han identificado dos finales distintos: el «Final Largo» (vv. 9-20) y el «Final Corto», apareciendo juntos en seis manuscritos griegos, y en docenas de copias etíopes. El «Final Corto», con ligeras variaciones, es el siguiente:
Ellas comunicaron inmediatamente a Pedro y a sus compañeros todas estas instrucciones. Y después de esto, Jesús mismo envió por medio de ellos, desde el oriente hasta el occidente, el mensaje sacrosanto e incorruptible de la salvación eterna.
En un manuscrito latino de c. 430, el «Final Corto» aparece sin el «Final Largo». En esta copia latina (Codex Bobbiensis, «k»), el texto de Marcos 16 es anómalo: contiene una interpolación entre 16:3 y 16:4, que parece presentar la ascensión de Cristo que ocurre en ese punto; omite la última parte de 16:8, y contiene algunos errores extraños en su presentación del «Final Corto». Otras irregularidades en el Codex Bobbiensis llevan a la conclusión de que fue producido por un copista (probablemente en Egipto), quien no estaba familiarizado con el material que estaba copiando.
Debido a la evidencia patrística (desde finales del siglo I) de la existencia de copias de Marcos con 16:9-20, la mayoría de los estudiosos coincide en que este pasaje debe haber sido escrito y unido al evangelio a más tardar a principios del siglo II. Los eruditos están divididos sobre la cuestión de si el «Final Largo» fue creado deliberadamente para terminar el Evangelio de Marcos (como sostuvo James Kelhoffer) o si comenzó su existencia como un texto independiente que se utilizó como «parche» a la otra manera abrupta de finalizar el texto de Marcos. Su fracaso para unirse fácilmente a la narrativa de la escena al final de 16:8 es un punto a favor de la segunda opción. Una segunda cuestión es si Marcos pretendía dejar de escribir al final de 16:8 o no; las referencias a una futura reunión en Galilea entre Jesús y los discípulos (en Marcos 14:28, 16:7) sugieren que Marcos pretendía escribir más allá de 16:8.
El Concilio de Trento, en respuesta a la crítica protestante, definió el Canon de Trento, que es el canon bíblico católico. El «Decretum de Canonicis Scripturis», publicado en 1546 en la cuarta sesión del Consejo, afirma que Jesús ordenó que el evangelio debía ser predicado por los apóstoles a toda criatura: una declaración claramente basada en Marcos 16:15. El decreto procedió a afirmar, después de enumerar los libros de la Biblia de acuerdo con el canon católico, que: «Si alguno, pues, no reconociere por sagrados y canónicos estos libros, enteros, con todas sus partes, como ha sido costumbre leerlos en la Iglesia católica, y se hallan en la antigua versión latina llamada Vulgata; y despreciare a sabiendas y con ánimo deliberado las mencionadas tradiciones, sea anatema». Dado que Marcos 16:9-20 es parte del Evangelio de Marcos en la Vulgata, y el pasaje se ha leído de forma rutinaria en las iglesias desde la antigüedad (como lo demuestra su utilización por Ambrosio, Agustín, Pedro Crisólogo, Severo de Antioquía, León, etc.), el decreto del Concilio afirma la situación canónica del pasaje.
Este pasaje también fue utilizado por los protestantes durante la Reforma Protestante; Martin Lutero utiliza Marcos 16:16 como base de una doctrina en su Catecismo Menor. Marcos 16:9-20 se incluyó en el Nuevo Testamento de Reims, la Biblia King James y la Biblia Reina Valera, entre otras traducciones influyentes. En la mayoría de las traducciones modernas basadas principalmente en el texto alejandrino, los pasajes están incluidos, pero entre corchetes o con notas especiales, o ambos.

## Texto
El texto original fue escrito en griego koiné.

### Testigos textuales
Algunos de los primeros manuscritos que contienen el texto de este capítulo son:
- Codex Vaticanus (325-350; versículos existentes 1-8).
- Codex Sinaiticus (330-360; versículos existentes 1-8).
- Codex Bezae (~ 400; completo: 1-20).
- Codex Alexandrinus (400-440; completo: 1-20).
- Codex Ephraemi Rescriptus (~450; completo: 1-20).

## Versículos 1-8 (la tumba vacía)

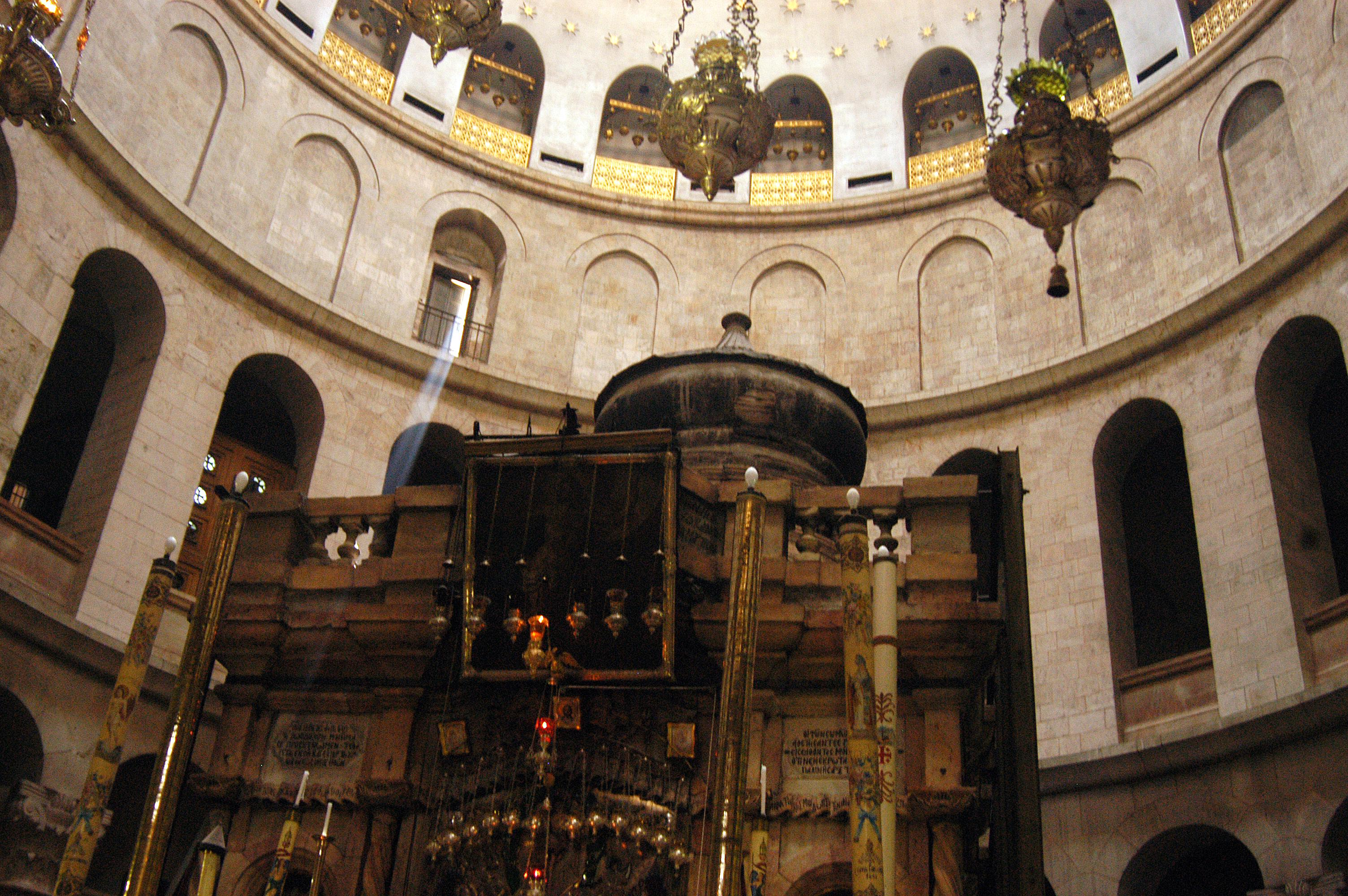
El Edículo del Santo Sepulcro (la ubicación tradicional de la tumba de Jesús) con la cúpula de la rotonda visible por encima.

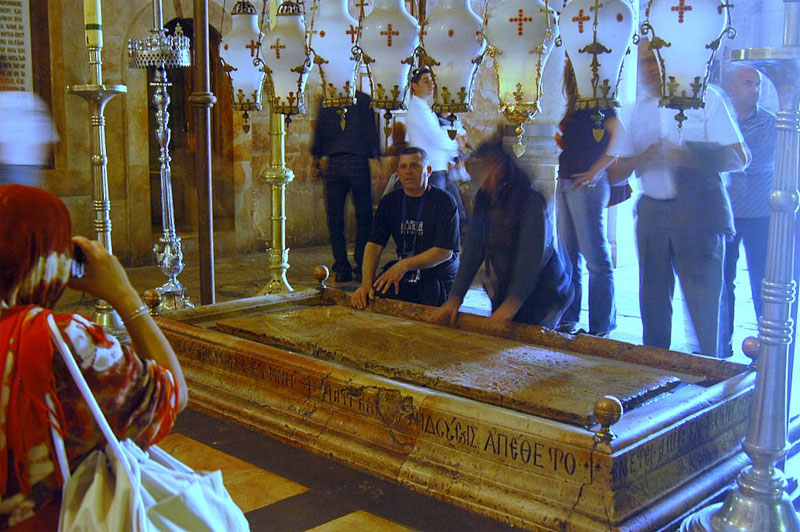
La Piedra de la Unción, considerado el lugar donde el cuerpo de Jesús fue preparado para el entierro.

### Versículos 1-4
1 Cuando pasó el día de reposo, María Magdalena, María la madre de Jacobo, y Salomé, compraron especias aromáticas para ir a ungirle. 2 Y muy de mañana, el primer día de la semana, vinieron al sepulcro, ya salido el sol.
Marcos dice que el sábado había terminado y, justo después del amanecer, María Magdalena, la otra María, madre de Jacobo, y Salomé llegan con especias para ungir el cuerpo de Jesús. Estas tres mujeres son mencionadas como «mirando de lejos» en Marcos 15:40, aunque aquellas que «miraban dónde lo ponían» en Marcos 15:47 eran María Magdalena y María, madre de José.
Lucas 24:1 señala que las mujeres habían preparado las especias. Juan 19:40 parece decir que Nicodemo ya había ungido su cuerpo. Juan 20:1 y Mateo 28:1 simplemente dicen María fue a la tumba, no el por qué.

### Versículos 3-4
3 Pero decían entre sí: ¿Quién nos removerá la piedra de la entrada del sepulcro? 4 Pero cuando miraron, vieron removida la piedra, que era muy grande.
Las mujeres se preguntan cómo van a quitar la piedra sobre la tumba. A su llegada, se encuentran con que la piedra había sido movida y entran en la tumba. Según el escritor jesuita John J. Kilgallen, esto muestra que en el relato de Marcos ellas esperaban encontrar el cuerpo de Jesús. En cambio, encuentran a un joven vestido con una túnica blanca que está sentado al lado derecho y que les dice que Jesús «ha resucitado» y les muestra «el lugar en donde le pusieron» (versículos 5-7).

### Versículos 5-7
5 Y cuando entraron en el sepulcro, vieron a un joven sentado al lado derecho, cubierto de una larga ropa blanca; y se espantaron. 6 Mas él les dijo: No os asustéis; buscáis a Jesús nazareno, el que fue crucificado; ha resucitado, no está aquí; mirad el lugar en donde le pusieron. 7 Pero id, decid a sus discípulos, y a Pedro, que él va delante de vosotros a Galilea; allí le veréis, como os dijo.
La túnica blanca puede ser ser una señal de que el joven es un mensajero de Dios. Mateo 28:5 lo describe como un ángel. Según Lucas, había dos hombres. Juan dice que había dos ángeles, pero que María los vio después de encontrar la tumba vacía y mostrársela a los otros discípulos. Ella regresa a la tumba, habla con los ángeles, y entonces Jesús se aparece a ella.
Marcos utiliza la palabra neaniskos para joven, una palabra que usó para describir al hombre que huyó al arresto de Jesús en Marcos 14:51-52. Jesús había predicho su resurrección y su regreso a Galilea durante la Última Cena en Marcos (Marcos 14:28). Marcos utiliza la forma verbal pasiva ēgerthē, traducida como «Él fue resucitado», indicando que Dios le levantó de los muertos, en lugar de «¡Ha resucitado!», como ha sido traducida en la Nueva Versión Internacional.
Pedro, mencionado por última vez en lágrimas dos mañanas antes cuando había negado cualquier conocimiento de Jesús (Marcos 14:66-72) se menciona en particular. Gregorio Magno escribe que «si el Ángel no se hubiera referido a él de esta manera, Pedro nunca se habría atrevido a aparecer de nuevo entre los Apóstoles. Se le ordena entonces por su nombre, para que no se desespere por su negación de Cristo».
La última aparición del nombre de «Pedro» en el versículo 7 (también es el último de los nombres de los discípulos que se mencionan) se puede conectar con la primera aparición de su nombre (como «Simón») en Marcos 1:16 para formar una inclusión literaria de testigos oculares, como testimonio para indicar a Pedro como la principal fuente del Evangelio de Marcos.

### Versículo 8
8 Y ellas se fueron huyendo del sepulcro, porque les había tomado temblor y espanto; ni decían nada a nadie, porque tenían miedo.
Marcos 16:1-8 termina con la respuesta de las mujeres: aquellas mujeres entonces huyen y guardan silencio sobre lo que vieron, porque tenían miedo (compárese con Marcos 10:32). Kilgallen comenta que el miedo es la reacción humana más común de la presencia divina en la Biblia.
Aquí es donde termina la parte indiscutible del Evangelio de Marcos. Por tanto, se anuncia Jesús había sido resucitado de entre los muertos y que se había adelantado a los discípulos e ido a Galilea.

## Importancia del final en el versículo 8
Algunos intérpretes han llegado a la conclusión de que los lectores destinados de Marcos ya conocían las tradiciones de las apariciones de Jesús, y que Marcos trae la historia a su final aquí para poner de relieve la resurrección y dejar la espera de la parusía (segunda venida). Algunos han argumentado que este anuncio de la resurrección y el viaje de Jesús a Galilea es la parusía (preterismo), pero Raymond E. Brown sostiene que una parusía confinada solamente a Galilea es improbable. El escritor del Evangelio de Marcos no da ninguna descripción de Jesús resucitado, tal vez porque no quería tratar de describir la naturaleza del divino resucitado Jesús. Brown argumenta este final es consistente con la teología de Marcos, donde incluso los milagros, como la resurrección, no producen el entendimiento adecuado o la fe entre los seguidores de Jesús. Teniendo a las mujeres huyendo de miedo se contrasta en la mente del lector con las apariciones y declaraciones de Jesús que ayudan a confirmar la expectativa, construidos en Marcos 8:31, 9:31, 10:34, y la predicción de Jesús durante la última cena de su resurrección después de su muerte. Richard A. Burridge sostiene que, de acuerdo con la imagen de Marcos del discipulado, la pregunta de si finalmente todo termina bien se deja abierta:
La historia de Marcos de Jesús se convierte en la historia de sus seguidores, y su historia se convierte en la historia de los lectores. Si van a seguir o desertar, creer o entender mal, verle en Galilea o permanecer mirando a ciegas en una tumba vacía, depende de nosotros.
Burridge continúa comparando el final de Marcos con su comienzo:
El relato de Marcos como lo tenemos ahora termina tan bruscamente como comenzó. No hubo introducción o el fondo de la llegada de Jesús, y ninguno para su partida. Nadie sabía de dónde venía; nadie sabe a dónde se ha ido; y no muchos lo entendieron cuando estuvo aquí.

## Las apariciones de Jesús y su ascensión a los cielos

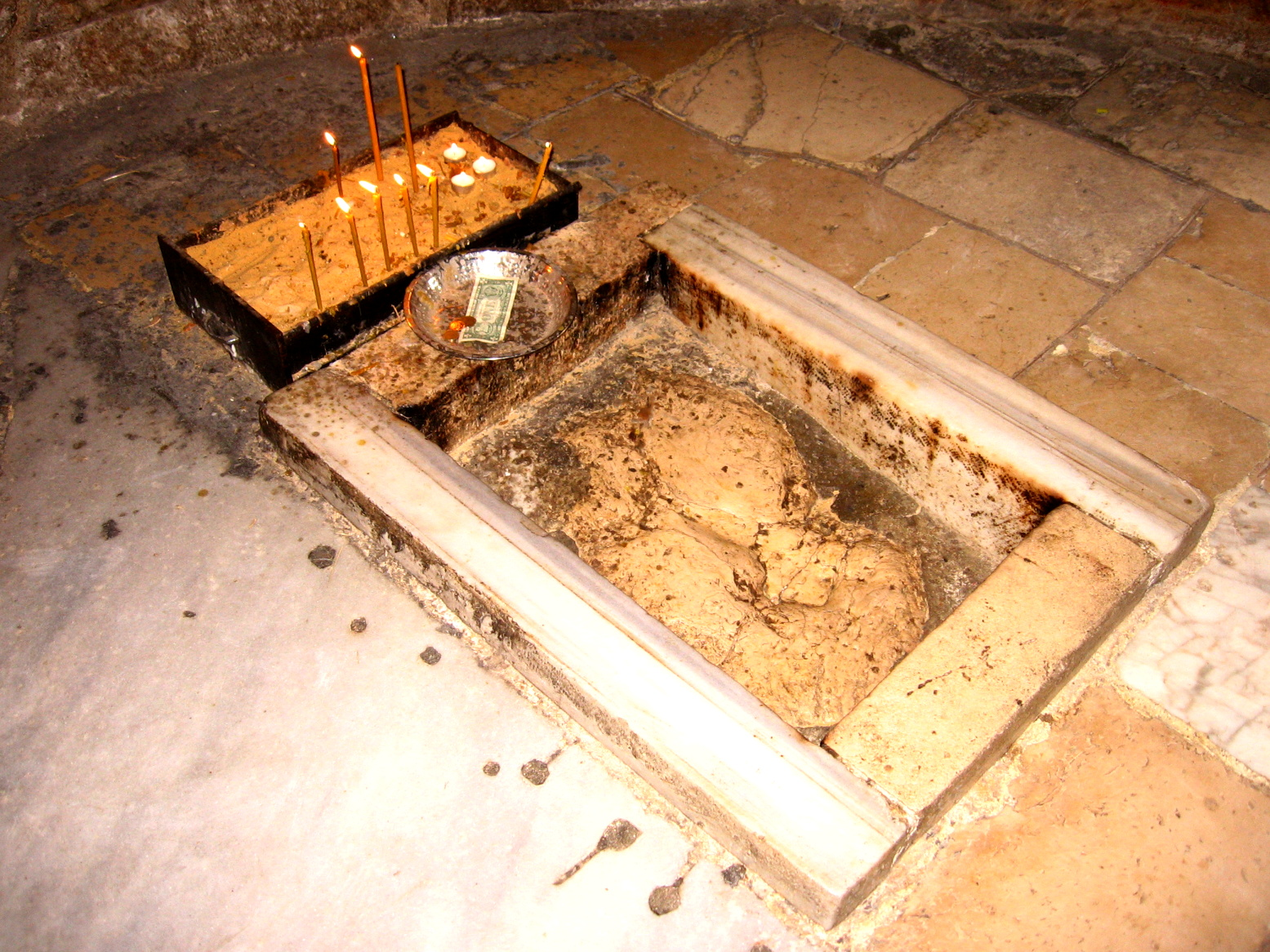
La Piedra de la Ascensión, en el Monte de los Olivos, donde se cree que está la huella del pie derecho de Jesús.

El libro describe luego que Jesús se aparece a María Magdalena, que ahora es descrita como alguien a quien Jesús sanó de la posesión por parte de siete demonios. A continuación, «lo hizo saber a los que habían estado con él [Jesús]» (cf. 16:10) lo que vio, pero nadie le creyó. Entonces aparece Jesús «en otra forma» a dos discípulos anónimos. Ellos, también, no fueron creídos cuando relataron lo que vieron. Jesús aparece entonces en la cena a todos los restantes once Apóstoles. Él les reprende por no creer los reportes anteriores de su resurrección y les da instrucciones para ir a predicar su mensaje a toda la creación. Los que creen y son bautizados serán salvos, pero los incrédulos serán condenados.
En los versículos 17-18, Jesús afirma que los creyentes «hablarán nuevas lenguas». También será capaces de manejar serpientes, de inmunidad frente a cualquier veneno que podrían pasar a beber, y serán capaces de curar a los enfermos. Algunos intérpretes, imaginando a un autor poniendo palabras en la boca de Jesús, han sugerido que estos versos eran un medio por el cual los primeros cristianos afirmaron que su nueva fe era acompañada de poderes especiales. Al mostrar ejemplos de incredulidad injustificada en los versículos 10-13, y afirmando que los incrédulos serán condenados y que los creyentes serán validados por las señales, el autor pudo haber estado tratando de convencer al lector de que confiar en lo que los discípulos predicaban acerca de Jesús.
Según el versículo 19, Jesús es entonces llevado al cielo, donde, Marcos afirma, se sienta a la diestra de Dios. Jesús citó Salmos 110:1 en Marcos 11 acerca del Señor sentado a la diestra de Dios.
Después de la ascensión, los once luego salieron y predicaron «en todas partes», en lo que se conoce como la dispersión de los Apóstoles. Varias señales de Dios acompañaron a su predicación. No se especifica cuando sucedieron estas cosas, pero uno podría suponer, a partir de Marcos 16:7, que tuvieron lugar en Galilea. Lucas-Hechos, sin embargo, tiene este acontecimiento en Jerusalén.

## Final largo de Marcos
La evidencia clara más temprana de Marcos 16:9-20 como parte del Evangelio de Marcos es en el capítulo XLV de la Primera Apología de Justino Mártir (c. 160). En un pasaje en el que Justino trata Salmos 110 como una profecía mesiánica, afirma que Salmos 110:2 se cumplió cuando los discípulos de Jesús, saliendo de Jerusalén, predicaron en todas partes. Su estilo es notablemente similar a la redacción de Marcos 16:20 y es consistente con el uso de Justino de una armonía de los sinópticos, en la que Marcos 16:20 se mezcló con Lucas 24:53. El estudiante de Justino, Taciano (c. 172), incorporó casi todo Marcos 16:9-20 en su Diatessaron, una narrativa combinada que consiste en el material de los cuatro Evangelios canónicos. E Ireneo (c. 184), en Contra las Herejías 3:10.6, citó explícitamente Marcos 16:19, indicando que él estaba citando cerca del final del relato de Marcos. Esta evidencia patrística es más de cien años más antigua que el más antiguo manuscrito de Marcos 16. Escritores en los años 200, como Hipólito y el anónimo autor de De Rebaptismate también utilizan el «Final Largo». En 305, el escritor pagano Hierocles utiliza Marcos 16:18 como una burla contra los cristianos, probablemente reciclando material escrito por Porfirio (270).
A veces se dice que Clemente de Alejandría y Orígenes «no muestran ningún conocimiento» de estos versículos. Sin embargo, Clemente utiliza sólo unas dos docenas de versículos de Marcos (casi todos los del capítulo 10) en sus principales escritos, y Orígenes, en sus principales obras existentes, no utilizó en 30 secciones más de 12 versículos de Marcos. Tal falta de uso ocasional de un pasaje dice en realidad muy poco, o nada, sobre el contenido de los manuscritos utilizados por estos dos escritores.
Pero Teodoro de Mopsuestia parece no tener conocimiento de la terminación más larga, y teniendo en cuenta que él murió en la primera mitad del siglo V, su testimonio es interesante. Escribe: «Todos los evangelistas narran a nosotros su resurrección de entre los muertos [...]. El bienaventurado Lucas, sin embargo, que también es el autor de un Evangelio, agregó que subió a los cielos por lo que debemos saber dónde está después de su resurrección» (Comentario del credo niceno).
Los últimos doce versículos, 16:9-20, no están presentes en los dos manuscritos del siglo IV: Sinaiticus y Vaticanus, los primeros manuscritos completos de Marcos. El papiro 45 es el manuscrito más antiguo existente que contiene el texto de Marcos, pero no tiene el texto del capítulo 16 debido al extenso daño. El Codex Vaticanus tiene una columna en blanco después de finalizar en 16:8, colocando kata Markon, «según Marcos». Hay otras tres columnas en blanco en Vaticanus, en el Antiguo Testamento, pero cada una son debido a factores incidentales en la producción del códice: un cambio en la columna de formato, un cambio de los escribas, y la conclusión de la parte del Antiguo Testamento del texto. La columna en blanco entre Marcos 16:8 y el comienzo de Lucas, sin embargo, se coloca deliberadamente. Se ha sugerido que el Codex Vaticanus puede estar reflejando un orden occidental de los evangelios con Marcos como el último libro (Mateo, Juan, Lucas y Marcos), pero los estudiosos que hacen esta sugerencia (como Daniel Wallace) no han explicado por qué cualquiera escriba imaginaría que valdría la pena perpetuar el normal espacio en blanco al final de un códice de los Evangelios en una nueva copia en la que los Evangelios fueran dispuestos en un orden diferente.
Sinaiticus termina con 16:8 y euangelion kata Markon, «el evangelio según Marcos», en una página que forma parte de una cuartilla de reemplazo (que consta de cuatro páginas) en el que el texto de Marcos 14:54-Lucas 1:56 fue escrito por el revisor del manuscrito. El texto de estas cuatro páginas no fue escrito por el copista que escribió el texto de las páginas circundantes; las páginas con Marcos 14:54-Lucas 1:56 fueron removidas, y no se conservan (esto, desafortunadamente, no es mencionado por Metzger; ni es indicado en las ediciones textuales críticas UBS o Nestle-Aland. Tampoco mencionan la columna en blanco del Vaticanus). En las páginas de reemplazo, el estilo de letras del copista por columna varía de forma errática. Al principio escribió normalmente, pero entonces él usó letras compactas hasta Marcos 15:19. En ese punto, comienza a escribir en letras extendidas, hasta el final de Marcos 16:8 en la columna 10. El texto de Lucas 1:1-56, comenzando en la parte superior de la columna 11, está escrito en letras muy compactas. Esto indica que el copista que hizo estas cuatro páginas de reemplazo en Sinaiticus comenzó escribiendo el texto de Lucas (que comienza en la parte superior de la columna 11) y luego regresó para añadir el texto de Marcos. Después de omitir accidentalmente varias líneas de 15:47-16:1, tenía que estirar sus letras para evitar dejar una columna en blanco entre Marcos 16:8 y Lucas 1:1. Aunque el copista, así como el revisor, debieron haber visto otras columnas en blanco en el códice y considerarlas inobjetables, al parecer pensó que valía la pena evitar en lo posible una columna en blanco entre el final de Marcos y el comienzo de Lucas. Cuando esto se considera junto con el diseño decorativo de forma única enfático que sigue a Marcos 16:8 en Sinaiticus, parece claro que el copista que escribió de las páginas de reemplazo en Sinaiticus era consciente de los versículos 9-20, y deseaba evitar la posibilidad de su inclusión. El copista que hizo esta sustitución de páginas en el Codex Sinaiticus fue probablemente uno de los escribas que ayudaron a producir Codex Vaticanus.
Otro manuscrito, minúscula 304 (siglo XII) omite los últimos doce versos. Nuevos exámenes de 304 están garantizados, sobre todo teniendo en cuenta que no se ha demostrado que 304 contiene una suscripción, o título de cierre, después del 16:8, aunque esta característica se añadió persistentemente al final de un libro escrito por copistas en todas las épocas. La ausencia de un colofón después del 16:8 en 304 sugiere que el copista de la misma no consideró ese versículo como el final del libro.
El códice Washingtoniano (siglo IV, o principios del V) incluye los versículos 9-20 y cuenta con una adición entre 16:14-15, conocida como el «Logion Libre»: «Por último, estando a la mesa los once discípulos, se les apareció [Jesús] y les echó en cara su incredulidad y su dureza de corazón, por no haber creído a quienes le habían visto resucitado. Y ellos se disculparon diciendo: ‹Esta era de anarquía y falta de creencias religiosas está bajo Satanás, quien no permite que la verdad y el poder de Dios prevalezcan sobre las cosas impuras de los espíritus [o, no permite lo que se esconde bajo los espíritus inmundos para entender la verdad y el poder de Dios]. Por tanto, revela tu rectitud ahora›, dijeron a Cristo. Y Cristo les respondió a ellos: ‹El plazo de años del poder de Satanás se ha cumplido, pero otras cosas terribles se acercan. Y por aquellos que han pecado yo fui entregado a la muerte para que ellos regresen a la verdad y no pequen más, para que así ellos puedan heredar la espiritual e incorruptible gloria de rectitud que está en el cielo›».
El grupo de manuscritos conocidos como «Familia 1» y otros añaden una nota a Marcos 16:9-20, indicando que algunas copias no contienen los versos. Codex L agrega el «Final Corto», después de 16:8, y lo une con los vv. 9-20.
El grupo de manuscritos conocidos como «Familia K1» tiene el texto de Marcos 16:9-10 y sin κεφαλαια (capítulos) numerados en el margen y sus τιτλοι (títulos) en la parte superior (o el pie).
Marcos 16:9-20 se conserva en su forma tradicional en una docena de unciales (siendo el primero el Códice Alejandrino) y en todas las minúsculas no dañadas.

### Versiones
| Versión                            | Texto |
| Marcos 16:8 (texto indisputado)    | Y ellas se fueron huyendo del sepulcro, porque les había tomado temblor y espanto; ni decían nada a nadie, porque tenían miedo. |
| Final Largo (16:9–14)              | Habiendo, pues, resucitado Jesús por la mañana, el primer día de la semana, apareció primeramente a María Magdalena, de quien había echado siete demonios. Yendo ella, lo hizo saber a los que habían estado con él, que estaban tristes y llorando. Ellos, cuando oyeron que vivía, y que había sido visto por ella, no lo creyeron. Pero después apareció en otra forma a dos de ellos que iban de camino, yendo al campo. Ellos fueron y lo hicieron saber a los otros; y ni aun a ellos creyeron. Finalmente se apareció a los once mismos, estando ellos sentados a la mesa, y les reprochó su incredulidad y dureza de corazón, porque no habían creído a los que le habían visto resucitado. |
| Logion Libre (entre 16:14 y 16:15) | Y ellos se disculparon diciendo: Esta era de anarquía y falta de creencias religiosas está bajo Satanás, quien no permite que la verdad y el poder de Dios prevalezcan sobre las cosas impuras de los espíritus. Por tanto, revela tu rectitud ahora, dijeron a Cristo. Y Cristo les respondió a ellos: El plazo de años del poder de Satanás se ha cumplido, pero otras cosas terribles se acercan. Y por aquellos que han pecado yo fui entregado a la muerte para que ellos regresen a la verdad y no pequen más, para que así ellos puedan heredar la espiritual e incorruptible gloria de rectitud que está en el cielo.                                                                       |
| Final Largo (16:15–20)             | Y les dijo: Id por todo el mundo y predicad el evangelio a toda criatura. El que creyere y fuere bautizado, será salvo; mas el que no creyere, será condenado. Y estas señales seguirán a los que creen: En mi nombre echarán fuera demonios; hablarán nuevas lenguas; tomarán en las manos serpientes, y si bebieren cosa mortífera, no les hará daño; sobre los enfermos pondrán sus manos, y sanarán. Y el Señor, después que les habló, fue recibido arriba en el cielo, y se sentó a la diestra de Dios. Y ellos, saliendo, predicaron en todas partes, ayudándoles el Señor y confirmando la palabra con las señales que la seguían. Amén.                                                    |
| Final Corto                        | Ellas comunicaron inmediatamente a Pedro y a sus compañeros todas estas instrucciones. Y después de esto, Jesús mismo envió por medio de ellos, desde el oriente hasta el occidente, el mensaje sacrosanto e incorruptible de la salvación eterna. Amén. |

### Hipótesis sobre el final
Las hipótesis sobre la manera de explicar las variaciones textuales incluyen:
- Marcos terminó intencionalmente su Evangelio en 16:8, y otra persona (más adelante en el proceso de transmisión) compuso el «Final Largo» como conclusión de lo que fue interpretado como un relato demasiado abrupto.
- Marcos no tenía la intención de poner fin en 16:8, pero de alguna manera algo le impidió terminar (tal vez por su propia muerte o la repentina partida de Roma), con lo cual otra persona terminó el trabajo (aún en la etapa de producción, antes de que fuera puesto en libertad para el uso de la iglesia) adjuntando material de una composición marcana corta sobre las apariciones después de la resurrección de Jesús.
- Marcos escribió un final que se había perdido por accidente (tal vez como la última parte de un rollo sin enrollar, o como la página más externa de un códice que llegó a ser separada de las otras páginas) y alguien en los años 100 compuso el «Final Largo» como una especie de parche, confiando en los pasajes paralelos de los otros evangelios canónicos.
- Los versículos 16:9-20 fueron escritos por Marcos y se omitieron o perdieron de los códices Sinaiticus y Vaticanus por una razón u otra, tal vez por accidente, tal vez intencionalmente. Posiblemente un escriba consideraba Juan 21 como una mejor secuela de la narración de Marcos, y considerado el «Final Largo» superfluo.
- Marcos escribió un final, pero fue suprimido y reemplazado con 16:9-20, que son la unión de pasajes paralelos de los otros evangelios canónicos.

James H. Charlesworth, repitiendo las descripciones de Metzger de algunas de las pruebas externas, ha señalado que el manuscrito siríaco Sinaiticus (desde 400), el Codex Vaticanus (c. 325), y el Codex Bobbiensis (c. 430) son todos los testigos tempranos que apoyan excluir el apéndice de Marcos. Además de estos, más de 100 manuscritos armenios, así como los dos manuscritos más antiguos de Georgia, también omiten el apéndice. La versión armenia se hizo en 411-450, y de la antigua versión georgiana se basó principalmente en la versión armenia. Un manuscrito armenio, Matenadaran 2374 (anteriormente conocido como Etchmiadsin 229), hecho en 989, dispone de una nota, escrita entre 16:8 y 16:9, Ariston eritzou (es decir, según Aristón el Anciano/Presbítero). Aristón, o Aristión, se conoce desde primeras tradiciones (preservadas por Papías y otros) como un compañero de Pedro y como obispo de Esmirna, en el siglo I.

### Evidencia interna
Las preguntas críticas acerca de la autenticidad de los versos 9-20 (el «Final Largo») a menudo se centran en cuestiones estilísticas y lingüísticas. En lingüística, E. P. Gould identificó 19 de las 163 palabras en el pasaje como de carácter distintivo, es decir, que no se repiten en el Evangelio en otros lugares. Dr. Bruce Terry sostiene que un caso basado en el vocabulario en contra de Marcos 16:9-20 es indeciso, por cuanto otras secciones de 12 versículos de Marcos contienen números comparables de palabras utilizadas una sola vez.
La última frase en el versículo 8 es considerado como extraño por algunos estudiosos. En el texto griego, que termina con la conjunción γαρ (gar, «para»). Se aduce por algunos que consideran 16:9-20 como originalmente marcano que γαρ significa literalmente «porque», y este final al versículo 8 es, por tanto, no gramaticalmente coherente (literalmente, se leería «tenían miedo porque»). Sin embargo, γαρ puede terminar una oración y lo hace en varias composiciones griegas, incluyendo algunas frases en la Septuaginta, una popular traducción al griego del Antiguo Testamento usada por los primeros cristianos. Protágoras, un contemporáneo de Sócrates, incluso terminó su discurso con γαρ. Aunque γαρ no es la primera palabra de una oración, no hay ninguna regla en contra que sea la última palabra, a pesar de que no es una construcción común. Sin embargo, si el Evangelio de Marcos concluyó intencionalmente con esta palabra, se convertiría en la única narrativa de la antigüedad que realizó ese uso.
Robert Gundry menciona que sólo el 10 % de las cláusulas γαρ de Marcos (6 de 66) concluyen perícopas. Así se infiere que, en lugar de concluir en 16:1-8, el versículo 8 comienza un nuevo perícopa, si bien se ha perdido para nosotros. Gundry, por tanto, no ve el versículo 8 como el final previsto; una narrativa de la resurrección fue escrito y entonces se perdió, o fue planificada pero nunca escrita.
En cuanto a estilo, el grado en que los versículos 9-20 acertadamente forman un final para el Evangelio sigue estando en cuestión. El cambio del versículo 8 al 9 también se ha visto muy abrupto e interrumpido: la narración fluye de «tenían miedo» a «ahora después de que él se levantó», y parece reintroducir a María Magdalena. En segundo lugar, Marcos identifica regularmente casos en que se cumplen las profecías de Jesús, pero Marcos no establece explícitamente la reunión (dos veces predicha) de Jesús con sus discípulos en Galilea (Marcos 14:28, 16:7). Por último, la voz activa «se levantó» es diferente de la construcción anterior pasiva «[él] ha sido levantado» del versículo 6, algo visto como significativo por algunos.

### Códices Sinaítico y Vaticano
Según T. C. Skeat, Sinaiticus y Vaticanus fueron ambos producidos en el mismo scriptorium, lo que significaría que representan solamente una tradición textual, en lugar de servir como dos testigos independientes de un tipo de texto anterior que termina en 16:8. Skeat argumentó que se produjeron como parte de la respuesta de Eusebio a la petición de Constantino de copias de la Biblia para las iglesias en Constantinopla.
Sin embargo, esto es poco probable, ya que hay cerca de 3036 diferencias entre los Evangelios en Sinaiticus y Vaticanus, y en particular el texto de Sinaiticus es de la llamada forma de texto occidental en Juan 1:1 a 8:38, mientras Vaticanus no lo es. También en contra de la teoría de que Eusebio dirigió el copiado de ambos manuscritos es el hecho de que ni el Vaticano ni Sinaiticus contiene Marcos 15:28, que Eusebio aceptó e incluyó en sus tablas canónicas, y tanto Vaticanus y Sinaiticus incluyen una lectura en Mateo 27:49 sobre la que Eusebio parece haber sido totalmente inconsciente. Por último, existe una relación significativa entre el Codex Vaticanus y el papiro P75, lo que indica que los dos llevan una relación notable entre sí, una que no es compartida por el Codex Sinaiticus. P75 es mucho más antiguo que cualquiera de los dos códices, habiendo sido copiado antes del nacimiento de Eusebio. Por lo tanto, los dos manuscritos no fueron transcritos desde el mismo ejemplar y no estaban asociados con Eusebio. Las pruebas presentadas por Skeat demuestran lo suficientemente que los dos códices fueron hechos en el mismo lugar, y que el lugar en cuestión era Cesarea, y que es casi seguro que compartieron un copista, pero las diferencias entre los manuscritos pueden ser mejor explicadas por otras teorías.

### Opiniones académicas
Actualmente la mayoría de los estudiosos coinciden en que los versículos 9-20 no eran parte del texto original de Marcos, sino que representan una adición muy temprana.
Al explicar su propia creencia de por qué se añadieron los versos, el crítico textual y autor Bart Ehrman dice:
Jesús no resucitó de los muertos en el Evangelio de Marcos. Las mujeres van a la tumba, la tumba está vacía y hay un hombre que les dice que Jesús ha resucitado de entre los muertos y que vayan a ir a decirle a los discípulos que esto ha sucedido. Pero entonces el Evangelio termina en el Codex Sinaiticus y otros manuscritos diciendo que las mujeres huyeron de la tumba y no dijeron nada a nadie porque tenían miedo, y punto. Ahí es donde termina el Evangelio. Así que nadie se entera de ello, los discípulos no aprenden de ello, los discípulos nunca ven a Jesús después de la resurrección, que es el final de la historia. Pero los escribas posteriores no podían manejar este final abrupto y se añadieron los 12 versículos que las personas encuentran en la Biblia King James u otras Biblias en las que Jesús sí aparece a sus discípulos.
Entre los estudiosos que rechazan Marcos 16:9-20, un debate continúa acerca de si el final en 16:8 es intencional o accidental. Algunos estudiosos consideran que el final original pudo haber sido el versículo 8. Otros argumentan que Marcos nunca tuvo la intención de poner fin de manera abrupta: ya sea que planeaba otro final que nunca fue escrito, o que el final original se ha perdido. C. H. Turner sostuvo que la versión original del Evangelio podría haber sido un códice, siendo la última página especialmente vulnerable a los daños. En cualquier caso, muchos estudiosos, entre ellos Rudolf Bultmann, han llegado a la conclusión de que el Evangelio muy probablemente terminó con una aparición de la resurrección en Galilea y la reunión de Jesús con los Once, incluso si los versículos 9-20 no fueron escritos por el autor original del Evangelio de Marcos.
Los versículos 9-20 comparten el tema de las apariciones después de la resurrección de Jesús, y otros puntos, con otros pasajes del Nuevo Testamento. Esto ha llevado a algunos estudiosos a creer que Marcos 16:9-20 está basado en los otros libros del Nuevo Testamento. Algunos de los elementos que Marcos 16:9-20 tiene en común con otros pasajes de la Escritura se enumeran aquí:
- v. 9 siete demonios fueron expulsados de María Magdalena (Lucas 8:2);
- v. 11 ellos se negaron a creerlo (Lucas 24:10-11);
- v. 12-13a dos regresaron y le dijeron a los otros (Lucas 24:13-35);
- v. 14 aparición a los Once (Lucas 24:36-43, Juan 20:19-29, 1 Corintios 15:5);
- v. 15 la Gran Comisión (Mateo 28:19, Hechos 1:8);
- v. 16 la salvación y el juicio (Hechos 2:38, 16:31-33);
- v. 17a echar fuera demonios (Lucas 10:17, Hechos 5:16, 8:7, 16:18, 19:12);
- v. 17b hablarán nuevas lenguas (Hechos 2:4),
- v. 18a recoger serpientes (Lucas 10:19, Hechos 28:3-6);
- v. 18c poner las manos sobre los enfermos (Marcos 5:23, Hechos 6:6, 9:17, 28:8);
- v. 19a ascensión del Señor Jesús (Lucas 24:51, Juan 20:17, Hechos 1:2, 1:9-11);
- v. 19b sentado a la diestra de Dios, (Hechos 7:55, Romanos 8:34, Efesios 1:20, Colosenses 3:1);
- v. 20 confirmando la palabra con las señales que la seguían (Hechos 14:3).

La referencia de Jesús al beber veneno (16:18) no se corresponde con una fuente del Nuevo Testamento, pero que el poder milagroso apareció en la literatura cristiana desde el siglo II en adelante.
Por otro lado, numerosos puntos en los versículos 9-20 indican que quien escribió versículos 9-20 no tenían conocimiento de los contenidos de los otros Evangelios:
- v. 11 dice que María Magdalena no fue creída, pero en Mateo 28 los discípulos cumplen con las instrucciones que a las mujeres (incluyendo a María Magdalena) entregan a ellos.
- v. 13 dice que el principal grupo de discípulos no creyó los dos viajeros, pero en Lucas 24 no es mencionado.
- v. 13-14 agrupa el informe de los dos viajeros y la aparición de Jesús a los once en dos escenas, mientras que en Lucas 24 ambos eventos ocurren en una sola escena.
- v. 14. En ninguna parte de las pasajes paralelos de las escenas después de la resurrección de Jesús no reprende a los discípulos porque ellos no creen que los informes de su resurrección.
- v. 16. La fórmula bautismal trinitaria de Mateo 28 no se utiliza.
- v. 17. Los otros evangelios no tienen paralelo a este material.
- v. 18. Los otros evangelios no tienen paralelo a este material.
- v. 19. Hechos establece claramente que transcurrieron 40 días entre la resurrección y la crucifixión de Jesús pero este versículo, considerado aisladamente, hace que parezca como si la ascensión se produjera inmediatamente después de que Jesús se apareció a los once discípulos.

En adición:
- 16:7 (y 14:28) mencionan un encuentro en Galilea, pero los eventos en 16:9-20 parecen estar en o en las cercanías de Jerusalén.
- La escena en 16:8 no es continua; las compañeras de María desaparecen por completo desde la etapa de la narrativa y el escenario se restablece en el versículo 9; el día y la hora se reexpresan. Esto es consistente con la idea de que los versículos 9-20 existían como un relato independiente, pero no con la idea de que el pasaje estaba compuesto como una continuación de Marcos 16.
- Ninguno de los materiales en Juan 21 (donde Jesús se aparece a los discípulos en Galilea) se utiliza en los versículos 9-20, aunque sería altamente apropiado.

En pocas palabras, la idea de que Marcos 16:9-20 es un «pastiche» es muy inverosímil, requiriendo un compositor que tamiza a través de los Evangelios (y Hechos) muchas veces para extraer verborrea para imitarla, únicamente para reescribir todo de una manera que no se acopla fácilmente con los otras registros.

### Conclusiones académicas
La gran mayoría de los críticos textuales del Nuevo Testamento contemporáneos (véase también la crítica textual) han llegado a la conclusión de que ni los finales Corto y Largo eran originalmente parte del Evangelio de Marcos. Esta conclusión se extiende en el tiempo, inclusive hasta la segunda mitad del siglo XIX. Harnack, por ejemplo, estaba convencido de que el final original se perdió. Rendel Harris (1907) suministró la teoría de que Marcos 16:8 hubiera continuado con las palabras «de los judíos». A mediados del siglo XX, se había convertido en la creencia dominante de que el Final Largo no era auténtico. En ese momento, la mayoría de las traducciones fueron agregando notas para indicar que ni el Final Largo ni el Final Corto eran originales.
Algunos ejemplos son el Nuevo Testamento de Mongomery («Los últimos versículos del evangelio de Marcos son probablemente una adición posterior [...]», 1924); Goodspeed (que incluye tanto las terminaciones como «Apéndices Antiguos», 1935); el Nuevo Testamento de Williams («mss mas tardíos añadieron vv 9-20», 1937); y la Revised Standard Version (1946), que puso el Final Largo en una nota. La tradición intervino, y por la década de 1970 las reclamaciones a favor de los versículos fueron suficientes para provocar una revisión de la RSV (1971), que restauró los versículos al texto, aunque con una nota sobre su carácter dudoso. La gran mayoría de los estudiosos modernos permanecen convencidos de que ninguno de los dos finales es de Marcos.
En Textual Commentary on the Greek New Testament, Metzger dice: «Por lo tanto, sobre la base de una buena evidencia externa y fuertes consideraciones internas parece que la forma más antigua verificable del Evangelio de Marcos terminó con 16:8. Tres posibilidades están abiertas: (a) el evangelista pretende cerrar su Evangelio en este lugar, (b) el Evangelio nunca fue terminado, o bien, como parece más probable, (c) el Evangelio perdió accidentalmente su última hoja antes de ser multiplicado por la transcripción».
La impresión de 1984 de la traducción NVI señala: «Los primeros manuscritos más confiables y otros testigos antiguos no tienen Marcos 16:9-20». Sin embargo, el Comité de Traducción de la Biblia cambió esto a la lectura «Los primeros manuscritos y algunos otros testigos antiguos no tienen Marcos 16:9-20».

### Implicaciones teológicas
Pocas doctrinas de las denominaciones cristianas de la línea principal permanecen o caen sobre el soporte del Final Largo de Marcos. El final identifica a María Magdalena como la mujer de quien Jesús había exorcizado siete demonios (pero también lo hace Lucas 8:2), pero la importancia de María Magdalena, y la práctica del exorcismo, están ambas apoyados por textos del Nuevo Testamento fuera del pasaje debatido.
El final más largo de Marcos 16 es de considerable importancia en el pentecostalismo y otras denominaciones:
- Marcos 16:16 es citado como evidencia de la exigencia del bautismo de los creyentes en las iglesias del Movimiento de Restauración.
- Marcos 16:17 es citado específicamente como apoyo bíblico para algunas de las enseñanzas de estas denominaciones 'concernientes al exorcismo y a la guerra espiritual, y también en apoyo al hablar en lenguas.
- La práctica de manejo de serpientes y de beber estricnina y otros venenos, que se encuentra en unas pocas ramas del pentecostalismo, encuentran su apoyo bíblico en Marcos 16:18. Estas iglesias normalmente justifican estas prácticas como «confirmando la palabra por medio de las señales que la seguían», que hace referencia a Marcos 16:20. Otras denominaciones creen que estas pruebas indican la fuerza del Espíritu Santo dada a los apóstoles, pero no creen que son recomendaciones para la adoración.

El final más largo fue declarado Escritura canónica por el Concilio de Trento. Hoy, sin embargo, los católicos no están obligados a creer que Marcos escribió este final. La traducción NAB católica incluye la nota al pie: «[9-20] Este pasaje ha sido tradicionalmente aceptado como parte canónica del evangelio y fue definido como tal por el Concilio de Trento. Las primeras citas del mismo por parte de los Padres indican que fue compuesto en el siglo II, aunque el vocabulario y estilo indican que fue escrito por alguien que no es Marcos. Es un resumen general del material relativo a las apariciones del Jesús resucitado, lo que refleja, en particular, las tradiciones que se encuentran en Lucas 24 y Juan 20».

### Resumen de la evidencia manuscrita

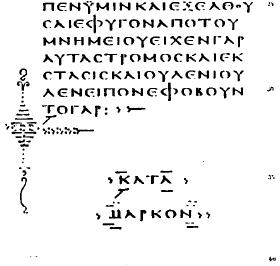
Fin de Marcos en 16:8 en el (Codex Vaticanus Graecus 1209).

Un resumen incompleto de los manuscritos y versiones que contienen Marcos 16:9-20 se puede encontrar en los aparatos de la 27ª edición de Nestle-Aland y la cuarta edición del Nuevo Testamento Griego de las Sociedades Bíblicas Unidas.
- Omiten Marcos 16:9-20: Codex Sinaiticus, Vaticanus, 304, Sinaiticus siríaco, un manuscrito sahídico, manuscritos armenios; Eusebio, manuscritos según Eusebio, manuscritos según Jerónimo (que estaba reciclando parte de las declaraciones de Eusebio, condensándolo libremente como él para traducirlo al latín).
- Añadido, pero acompañado de una nota crítica en los manuscritos: f1, 22, 138, 205, 1110, 1210, 1221, 1582.
- Presente, pero sin marcas de título y capítulo: 461.
- Añaden 16: 9-20: A, C, D, W, Codex Coridethianus, f13, 33, 565, 700, 892, 2674, la Mayoría / texto bizantino (más de 1.200 manuscritos de Marcos); la Vulgata y parte de la Vetus Latina, Curetoniano siríaco, Peshitta, bohaírico, gótico; Ireneo, manuscritos según Eusebio, Marinus, Hechos de Pilato, manuscritos según Jerónimo (añadidos con un óbelo a f1), Ambrosio, Afraates, Agustín, copias latinas de Agustín, manuscritos griegos de Agustín, Diatesarón de Taciano, Eznik de Golb, Pelagio, Nestorio, Patricio, Próspero de Aquitania, León Magno, Filostorgio, Vida de Samson de Dol, breve Vetus Latina, Marcos Eremita, Pedro Crisólogo. También, Fortunato (c. 350) afirma que Marcos menciona la ascensión de Jesús.
- Añaden solamente el final más corto: Codex Bobbiensis (latín), con una única interpolación entre 16:3 y 16:4 y con la última frase de 16:8 omitida.
- Añaden el final corto y largo: L (019), Ψ (044), 0112, 099, 274 (margin) 579 Leccionario 1602, margen del Harclean siríaco, manuscrito sahídicos, manuscritos bohaíricos (Huntington MS 17), manuscritos etíopes.
- Añaden 16:9–20 con el «Logion Libre»: Codex Washingtonianus (siglo IV/V); manuscritos según Jerónimo.

## Otros comentarios
La primera predicación de los Apóstoles enfatizaba que Cristo murió por nuestros pecados, según las Escrituras Marcos subraya la muerte real del Señor y proclama la verdad de la resurrección: Jesús Nazareno, el crucificado, ha resucitado, un testimonio explícito de la identidad del crucificado y el resucitado. La resurrección gloriosa de Jesucristo es el misterio central de la fe cristiana: Si Cristo no ha resucitado, nuestra predicación es inútil, y también es inútil vuestra fe. Es el fundamento de la esperanza cristiana, representando el triunfo de Jesús sobre la muerte, el pecado, el dolor y el poder del mal.
Comenta Agustín de Hipona que en ningún punto la fe cristiana encuentra más contradicción que en la resurrección de la carne sin embargo, esta misma fe confiesa que «Cristo resucitó con su propio cuerpo: “Mirad mis manos y mis pies; soy yo mismo”.Lucas 24,39 Pero Jesús no volvió a una vida terrenal. Del mismo modo, en Él todos resucitarán con su propio cuerpo, que tienen ahora, pero este cuerpo será “transfigurado en cuerpo de gloria” en “cuerpo espiritual” 
El anuncio del joven en el sepulcro también contiene indicaciones sobre la vida de la Iglesia naciente. Los discípulos, y especialmente Pedro, deben ser testigos de la resurrección y su significado. Esta misión comienza en Galilea, una región que, durante la vida terrena de Cristo, era un punto de encuentro entre judíos y paganos, y que ahora simboliza la misión universal de la Iglesia.

...la Iglesia, pues, diseminada por el mundo entero guarda diligentemente la predicación y la fe recibida, habitando como en una única casa; y su fe es igual en todas partes, como si tuviera una sola alma y un solo corazón, y cuanto predica, enseña y transmite, lo hace al unísono, como si tuviera una sola boca.'

Desde los inicios de la Iglesia, el día inmediatamente posterior al sábado ha sido denominado día del Señor, debido a su importancia especial porque:

...después de la tristeza del sábado, resplandece un día feliz, el primero entre todos, (…) ya que en él se realiza el triunfo de Cristo resucitado.

POr eso 

...los cristianos, percibiendo la originalidad del tiempo nuevo y definitivo inaugurado por Cristo, han asumido como festivo el primer día después del sábado, porque en él tuvo lugar la resurrección del Señor. En efecto, el misterio pascual de Cristo es la revelación plena del misterio de los orígenes, el vértice de la historia de la salvación y la anticipación del fin escatológico del mundo. Lo que Dios obró en la creación y lo que hizo por su pueblo en el Éxodo encontró en la muerte y resurrección de Cristo su cumplimiento..

La Iglesia enseña que el domingo, al conmemorar la salvación, adquiere un significado particular y por ello

El deber de santificar el domingo, sobre todo con la participación en la Eucaristía y con un descanso lleno de alegría cristiana y de fraternidad, se comprende bien si se tienen presentes las múltiples dimensiones de ese día»

### Comentarios a  la aparición a María Magdalena y a otros discípulos
El segundo evangelio concluye con un breve resumen sobre las apariciones de Jesús resucitado. Estos versículos presentan un estilo diferente al resto del evangelio y no aparecen en algunos manuscritos. Sin embargo, ya sea que Marcos siguió de cerca un documento anterior o que se trate de un añadido posterior, este pasaje es considerado canónico y, por ende, inspirado. El relato destaca inicialmente la incredulidad de los Apóstoles. Al principio, se relatan las apariciones a María Magdalena y a los discípulos de Emaús. En ambos casos, se señala que los discípulos no les creyeron. La aparición a los Once resume la misión de los Apóstoles, que ahora es la misión de la Iglesia: la salvación universal y la necesidad del Bautismo para alcanzarla. La enseñanza de la Iglesia lo expresa de la siguiente manera:

«Ante todo, debe ser firmemente creído que la “Iglesia peregrinante es necesaria para la salvación, pues Cristo es el único Mediador y el camino de salvación, presente a nosotros en su Cuerpo, que es la Iglesia, y Él, inculcando con palabras concretas la necesidad del bautismo (cfr Mc 16,16; Jn 3,5), confirmó a un tiempo la necesidad de la Iglesia, en la que los hombres entran por el bautismo como por una puerta”.

Esta doctrina no está contra la voluntad salvífica universal de Dios (cfr 1 Tm 2,4); por lo que:

“es necesario, pues, mantener unidas estas dos verdades, o sea, la posibilidad real de la salvación en Cristo para todos los hombres y la necesidad de la Iglesia en orden a esta misma salvación”.[

La Iglesia, guiada por la caridad y el respeto de la libertad, debe empeñarse

primariamente en anunciar a todos los hombres la verdad definitivamente revelada por el Señor, y en proclamar la necesidad de la conversión a Jesucristo y la adhesión a la Iglesia a través del bautismo y los otros sacramentos, para participar plenamente de la comunión con Dios Padre, Hijo y Espíritu Santo. Por otra parte, la certeza de la voluntad salvífica universal de Dios no disminuye sino aumenta el deber y la urgencia del anuncio de la salvación y la conversión al Señor Jesucristo».

### Comentarios a la finalización del Evangelio de Marcos
Finalmente, los dos últimos versículos (vv. 19-20) explican la identidad y el papel de Jesús en la actualidad:

el que ha sido exaltado a la derecha del Padre y quien actúa en sus discípulos confirmando su palabra. La Ascensión del Señor a los Cielos y el estar sentado a la derecha del Padre constituyen el sexto artículo de la Fe que recitamos en el Credo. Jesucristo subió al Cielo en cuerpo y alma; en su Humanidad, ha tomado eterna posesión de la gloria y ocupa junto a Dios el puesto de honor sobre todas las criaturas en cuanto hombre

Con su «entrada» en los Cielos, en su nuevo modo de existencia gloriosa, de alguna manera ya está la humanidad también participando de esa gloria. El Catecismo de la Iglesia Católica resume así la repercusión salvífica de la ascensión: 

«Jesucristo, Cabeza de la Iglesia, nos precede en el Reino glorioso del Padre para que nosotros, miembros de su cuerpo, vivamos en la esperanza de estar un día con Él eternamente»